# Organisme
Indenfor biologi er en organisme (fra græsk ὄργανον, organon, "instrument") ethvert vedvarende levende system – såsom dyr, svampe, mikroorganismer eller planter. I mindst et biologisk udviklingstrin er alle typer af organismer i stand til reaktivitet på stimuli, reproduktion, vækst og udvikling – og vedligeholdelse af homøostase via et stofskifte som et stabilt hele.
En organisme kan enten være encellet (en enkelt celle) eller – som er tilfældet med mennesker – bestå af mange milliarder af celler grupperet ind i specialiseret væv og organer. Termen flercellet (mange celler) beskriver enhver organisme bestående at flere end én celle.
Videnskabelig klassifikation i biologi betragter organismer synonyme med liv på jorden. Baseret på celletype, kan organismer inddeles i prokaryotiske og eukaryotiske grupper. Prokaryoter repræsenterer to separate domæner; Bakterier og arkæer. Eukaryotiske organismer, med en membran-bundet cellekerne indeholder også organeller, nemlig mitokondrier og (i planter) plastider, hvilket generelt regnes for at være afledte af endosymbiotiske bakterier.

Svampe, dyr og planter er eksempler på grupper af organismer, som er eukaryoter.